# 境村 (愛知県碧海郡)
境村（さかいむら）は、かつて愛知県碧海郡にあった村である。現在の刈谷市北部（西境町・井ヶ谷町など）に該当する。

## 地理
三河国と尾張国を隔てる境川の東岸（左岸）に位置する。

## 歴史
1889年（明治22年）10月1日には町村制を施行し、東境村・西境村・井ヶ谷村が合併して境村が発足した。旧村名を継承した3大字（大字東境・大字西境・大字井ヶ谷）を編成している。1891年（明治24年）の戸数は508、人口は2,466。日露戦争中には養蚕業が盛んとなった。1906年（明治39年）5月1日には富士松村の一部となり、2大字（大字西境・大字井ヶ谷）は富士松村に継承された。

### 年表
- 1889年（明治22年）10月1日 - 東境村・西境村・井ヶ谷村が合併し、境村が発足。
- 1891年（明治24年）8月1日 - 境村の一部（旧・東境村）が分立し、東境村が発足。
- 1906年（明治39年）5月1日 - 東境村・一ツ木村・逢見村と合併し、富士松村が発足。同日境村は廃止。

## 名所・旧跡

### 神社
- 八幡宮 - 井ヶ谷。字上ノ郷。八幡社とも呼ばれる。井ヶ谷村の村社。
- 洲原神社 - 井ヶ谷。洲原公園にある神社。美濃国武儀郡（現・岐阜県美濃市）の洲原神社を分社して創建したとされる[2]。
- 酒井神社 - 西境。字本郷。西境村の村社。境内の北側を鎌倉街道が通っていたとされる[3]。付近を酒井氏発祥の地とする説がある[3]。
- 八雲八幡社 - 西境。字菖蒲池。

### 寺院
- 遊心寺 - 井ヶ谷。字上ノ郷。浄土宗西山禅林寺派。「ぽっくり寺」[2]。開山は寛正2年（1461年）開創とされる[2]。毘沙門天王像は刈谷市指定文化財[2]。
- 深興寺 - 井ヶ谷。字上ノ郷。曹洞宗。開山は永正7年（1510年）。
- 見性寺 - 井ヶ谷。字下ノ瀬。曹洞宗。開山は永享10年（1438年）[2]。鐘楼堂は近辺の寺院には珍しく袴腰である[2]。
- 憶念寺 - 井ヶ谷。字山伏。浄土真宗本願寺派。刈谷市には本願寺派の寺院がなかったことから、2014年3月24日に開設された[4]。
- 永福寺 - 西境。字御宮。曹洞宗。開山は文亀2年（1502年）[3]。道祖神と池大雅による木額は刈谷市指定文化財[3]。付近を鎌倉街道が通っていた。
- 観音寺 - 西境。字藤塚。曹洞宗。開山年は不明[3]。1886年には庚申堂に境学校が設置された[3]。池大雅による木額は刈谷市指定文化財[3]。
- 長善寺 - 西境。字前山。浄土宗西山禅林寺派。開山は永正16年（1519年）[5][3]。寛永年間（1624年-1645年）からは字本郷の酒井神社の南側にあったが、延享2年（1745年）に字前山に移転した[5][3]。4人の尼僧の「入水往生供養碑」がある[3]。

### その他
- 洲原公園 - 1969年に洲原池周辺が整備されて公園となった[2]。
- 洲原池 - 洲原公園にある池。刈谷藩第2代藩主土井利徳の時（1767年-1787年）に開墾されたとされる[2]。かつては新池と呼ばれたとされる[2]。
- 小堤西池 - 日本三大カキツバタ自生地であり、国の天然記念物に指定されている[2]。
- 井ヶ谷古窯群 - 猿投窯（猿投山西南麓古窯群）の一部[2]。77基が発見され、うち31基が刈谷市指定文化財[2]。9世紀前半頃が最盛期[2]。出土品は愛知教育大学附属図書館と刈谷市郷土資料館に保管されている[2]。愛知教育大学の敷地内には松根4号窯がある。